# NGC 6707
NGC 6707 is een balkspiraalstelsel in het sterrenbeeld Telescoop. Het hemelobject werd op 8 juli 1834 ontdekt door de Britse astronoom John Herschel.

## Synoniemen
- ESO 183-25
- AM 1851-535
- IRAS 18512-5352
- PGC 62563